# Sportovní hala Jičín
Sportovní hala Jičín je multifunkční sportovní zařízení v Jičíně, součást širšího městského sporovního areálu. Hala byla vybudována pro různé halové sporty a nabízí hlediště s kapacitou až 650 sedících diváků.

## Vybavení a využití
Hala je určena pro sporty jako házená, florbal, basketbal, volejbal a futsal.
Hala slouží jak profesionálním sportovním týmům, například HBC Jičín a FBK Jičín, tak veřejnosti, včetně pronájmů pro sportovní a komerční aktivity.

## Další zařízení
Sportovní hala je součástí většího sportovního areálu, který nabízí VIP salonek a další zázemí pro návštěvníky sportovních akcí. Před vstupem do haly je možné využít místní stánky s občerstvením.[zdroj?]